# Sunne distrikt, Värmland
Sunne distrikt är ett distrikt i Sunne kommun och Värmlands län. Distriktet ligger omkring Sunne i mellersta Värmland.

## Tidigare administrativ tillhörighet
Distriktet inrättades 2016 och utgörs av en del av området Sunne köping omfattade till 1971 och vari Sunne socken uppgick 1963.
Området motsvarar den omfattning Sunne församling hade vid årsskiftet 1999/2000.

## Tätorter och småorter
I Sunne distrikt finns två tätorter och elva småorter.

### Tätorter
- Rottneros
- Sunne

### Småorter
- Bäckalund
- Gettjärn
- Gjutaregården
- Gunnarsby och Ingmår
- Gunneryd och Hälseryd
- Gårdsjö
- Häljeby och Gylleby
- Stöpafors
- Södra Borgeby och Gullsby
- Södra Såneby
- Östanbjörke